# TIM-S
TIM-S — румынский персональный микрокомпьютер, произведённый в Тимишоаре совместно Институтом вычислительной техники и информатики (ITCI) и Фабрикой электронных запоминающих устройств и компонентов при Институте вычислительной техники и информатики (FMECTC). Производился с осени 1986 года.

## Описание
Компьютер TIM-S был совместим с ZX Spectrum, хотя считался его нелицензионным клоном (так, процессор U808 был фактически клоном Zilog Z80). Изначально использовать в качестве монитора чёрно-белые телевизоры (в том числе марки Sport), позже был адаптирован для цветных телевизоров и цветных RGB-мониторов, будучи совместимым с цветовой палитрой Spectrum. Существовал также «турбо»-вариант TIM-S Plus с кнопкой переключения в подобный режим, однако находилась эта кнопка рядом с кнопкой перезагрузки. TIM-S поставлялся с двумя типами дополнительного оборудования: EXT-1 и EXT-2. EXT-1 содержал два дискетоприёмника, сетевой интерфейс, последовательный интерфейс RS232 и блок питания с соответствующей операционной системой. EXT-2 был «экономичным» вариантом с несколькими принтерами и сетевым интерфейсом.
У компьютера TIM-S была плоская сенсорная клавиатура с отдельным рядом клавиш, позже заменённая на более современную в моделях под названием DataTIM. Линейку компьютеров производства Тимишоарского политехнического университета продолжил затем упрощённый MicroTIM.